# Сен-Мартен-де-Безас
Сен-Марте́н-де-Беза́с (фр. Saint-Martin-des-Besaces) — колишній муніципалітет у Франції, у регіоні Нормандія, департамент Кальвадос. Населення — 1154 осіб (2011).
Муніципалітет був розташований на відстані близько 240 км на захід від Парижа, 40 км на південний захід від Кана.

## Історія
До 2015 року муніципалітет перебував у складі регіону Нижня Нормандія. Від 1 січня 2016 року належав до нового об'єднаного регіону Нормандія.
1 січня 2016 року Сен-Мартен-де-Безас, Больє, Ле-Бені-Бокаж, Бюр-ле-Мон, Кампо, Карвіль, Етуві, Ла-Ферр'єр-Аран, Ла-Граврі, Маллуе, Монтамі, Мон-Бертран, Моншове, Ле-Рекюле, Сен-Дені-Мезонсель, Сент-Марі-Ломон, Сен-Мартен-Дон, Сент-Уан-де-Безас, Сен-П'єрр-Тарантен i Ле-Турнер було об'єднано в новий муніципалітет Сулевр-ан-Бокаж.

## Демографія
Динаміка населення (Insee ):
Розподіл населення за віком та статтю (2006):
| Стать | Всього | До 15 років | 15-24 | 25-44 | 45-64 | 65-85 | Понад 85 |
| --- | ------ | ----------- | ----- | ----- | ----- | ----- | -------- |
| Чоловіки | 544    | 120         | 44    | 88    | 152   | 128   | 12       |
| Жінки | 608    | 76          | 68    | 104   | 156   | 160   | 44       |
| \| Статево-вікова піраміда \| Статево-вікова піраміда \| Статево-вікова піраміда \| \| ----------------------- \| ----------------------- \| ----------------------- \| \| Чоловіки \| Вік \| Жінки \| \| 12 \| 85 + \| 44 \| \| 48 \| 80-84 \| 28 \| \| 32 \| 75-79 \| 36 \| \| 28 \| 70-74 \| 44 \| \| 20 \| 65-69 \| 52 \| \| 36 \| 60-64 \| 20 \| \| 28 \| 55-59 \| 32 \| \| 52 \| 50-54 \| 68 \| \| 36 \| 45-49 \| 36 \| \| 12 \| 40-44 \| 28 \| \| 28 \| 35-39 \| 44 \| \| 28 \| 30-34 \| 12 \| \| 20 \| 25-29 \| 20 \| \| 16 \| 20-24 \| 24 \| \| 28 \| 15-20 \| 44 \| \| 36 \| 10-14 \| 32 \| \| 44 \| 5-9 \| 20 \| \| 40 \| 0-4 \| 24 \| |        |             |       |       |       |       |          |
| Статево-вікова піраміда |        |             |       |       |       |       |          |
| Чоловіки | Вік    | Жінки       |       |       |       |       |          |
| 12 | 85 +   | 44          |       |       |       |       |          |
| 48 | 80-84  | 28          |       |       |       |       |          |
| 32 | 75-79  | 36          |       |       |       |       |          |
| 28 | 70-74  | 44          |       |       |       |       |          |
| 20 | 65-69  | 52          |       |       |       |       |          |
| 36 | 60-64  | 20          |       |       |       |       |          |
| 28 | 55-59  | 32          |       |       |       |       |          |
| 52 | 50-54  | 68          |       |       |       |       |          |
| 36 | 45-49  | 36          |       |       |       |       |          |
| 12 | 40-44  | 28          |       |       |       |       |          |
| 28 | 35-39  | 44          |       |       |       |       |          |
| 28 | 30-34  | 12          |       |       |       |       |          |
| 20 | 25-29  | 20          |       |       |       |       |          |
| 16 | 20-24  | 24          |       |       |       |       |          |
| 28 | 15-20  | 44          |       |       |       |       |          |
| 36 | 10-14  | 32          |       |       |       |       |          |
| 44 | 5-9    | 20          |       |       |       |       |          |
| 40 | 0-4    | 24          |       |       |       |       |          |

## Економіка
2010 року серед 648 осіб працездатного віку (15—64 років) 467 були активними, 181 — неактивною (показник активності 72,1%, у 1999 році було 67,5%). З 467 активних мешканців працювало 418 осіб (231 чоловік та 187 жінок), безробітними було 49 (20 чоловіків та 29 жінок). Серед 181 неактивної 34 особи були учнями чи студентами, 88 — пенсіонерами, 59 були неактивними з інших причин.

У 2010 році в муніципалітеті числилось 493 оподатковані домогосподарства, у яких проживали 1089,0 особи, медіана доходів виносила 14 507 євро на одного особоспоживача